# Tylewice
Tylewice (niem. Tillendorf) – wieś w Polsce położona w województwie lubuskim, w powiecie wschowskim, w gminie Wschowa.

## Historia
Miejscowość pierwotnie związana była z Dolnym Śląskiem oraz Wielkopolską. Ma metrykę średniowieczną i istnieje co najmniej od XV wieku. Nazwę odnotowano w języku niemieckim oraz w polskim. Po raz pierwszy wymieniana w dokumencie z 1427 jako Tillendorff, 1436 Tylendorff, 1437 Tilendorf, w 1444 Thilewicze, 1448 Tiliuicze, 1449 Tilendorff, 1461 Tylindorf, 1496 Thylewyce, 1497 Teliewicze, Seliewicze, Chylevicze, 1497 Thylewycze, 1509 Tulowicze, 1510 Thilendorff, 1513 Tyllowycze, 1944 Tillendorf.
Miejscowość była jednak zasiedlona wcześniej niż odnotowują to historyczne dokumenty. Na środku wsi archeolodzy znaleźli grodzisko stożkowate z XIV-XV wieku o wymiarach u podstawy ok. 20x18 metrów gdzie znaleziono fragmenty naczyń, polepę oraz przedmioty żelazne. W odległości ok. 1,2 kilometra na południe od wsi odkryto także fragmenty naczyń średniowiecznych.
W 1497 wieś należała do powiatu wschowskiego Korony Królestwa Polskiego. Od 1427 była siedzibą własnej parafii, która potem złączona została z parafią Łysiny.
Tylewice były wsią prywatną należącą do lokalnej szlachty wielkopolskiej. W wyniku dziedziczenia, zamiany lub sprzedaży zmieniali się także właściciele majątków we wsi. Wieś wielokrotnie wymieniana jest w historycznych dokumentach. W 1448 właścicielem wsi był Jan Aulok, Aulog lub Ulak. W 1475 Katarzyna Aulokowa zawarła ugodę z Jurgą Aulokiem, w której odstąpiła swoją oprawę zapisaną na wsiach Wygnańczyce i Łysiny ale zachowała sobie dożywotnio wieś Tylewice. W 1496 Piotr Spławski upoważnił Mikołaja i Piotra Tasse do sprzedaży w jego imieniu, z zastrzeżeniem prawa odkupu, jego dóbr w Wygnańczycach, Łysinach i Tylewicach na rzecz Kaspra Krakwicza Drzewieckiego. W 1500 właścicielami we wsi byli Mikołaj oraz Piotr Toosch, którzy posiadali także majątki w Wygnańczycach oraz Łysinach. W 1507 Mikołaj Drzewiecki oddał swemu zięciowi Jerzemu Górze należące do niego połowy wsi Łysiny, Wygnańczyce i Tylewice jako posag swojej córki Reginy, z zastrzeżeniem prawa odkupu za 600 florenów.
W początku XVI wieku doszło do sądowego sporu między dwoma znaczącymi wielkopolskimi rodami szlacheckimi o majętności w Tylewicach. W 1518 synowie kasztelana gnieźnieńskiego Piotra Opalińskiego: Łukasz, Sebastian, Jan, Maciej oraz Piotr Opalińscy pozwali starostów wschowskich Jana, Piotra oraz Macieja Górskich z Miłosławia o niesłuszne obciążanie wiardunkami królewskimi należących do nich dóbr Łysiny, Tylewice, Wygnańczyce oraz Nową Wieś. Opalińscy argumentowali, że nigdy ich nie płacili ponieważ wspomniane dobra objęte były ogólnymi wolnościami Korony Królestwa Polskiego i miały obowiązek oddawania tylko poradlnego po 2 grosze z każdego łanu powołując się na prawo powszechne oraz statuty królów polskich Władysława Jagiełły i Kazimierza Jagiellończyka. Starostowie wschowscy natomiast odwoływali się natomiast do przywilejów ziemi wschowskiej mówiących o tym, że należące do niej wsie od dawna oddawały wiardunki królewskie do grodu wschowskiego. Król Polski Zygmunt Stary polecił rozpatrzyć tę sprawę swoim komisarzom. W 1520 Piotr Opaliński dokonuje podziałów majętności z braćmi Łukaszem, Sebastianem, Janem i Maciejem z Włoszakowic dając im m.in. dobra w Hetmanicach, Lginiu, Tylewicach, Wygnańczycach, Łysinach oraz w Nowej Wsi leżących w powiecie wschowskim.
Miejscowość odnotowały także historyczne regesty podatkowe, dzięki którym można odtworzyć stosunki własnościowe i społeczne. W 1531 odbył się pobór we wsi od 9 łanów po wiardunku, od 11 prętów należących do sołtysa po groszu. W 1535 miał miejsce pobór od 9,5 łana oraz od 0,5 łana i 5 prętów sołtysa. W 1563 odnotowano pobór podatków w Tylewicach z majątku należącego do Opalińskich od 23,5 łana, 2 karczm dorocznych, jednego komornika. W 1564 we wsi odnotowano 10 łanów 3 pręty, z czego 2/3 posiadał starosta generalny Wielkopolski Andrzej Opaliński, a 1/3 Tost. 1566 odbył się pobór z działu Andrzeja Opalińskiego od 23,5 łana, 2 karczm dorocznych, 12 komorników po 2 grosze z racji ich ubóstwa oraz od rzemieślnika 2 grosze. Z majątku należącego do Joachima Tostke pobrano natomiast podatki od 6 łanów i 3 kwart, od 2 wiatraków dziedzicznych, W 1567 pobrano podatek w Tylewicach z działu Joachima Thossa od 6 łanów i 3 kwart oraz 2 wiatraków dziedzicznych. Natomiast z działu [Andrzeja] Opalińskiego od 23 1/2 ł., 2 karczem, 19 komorników. W 1579 pobór odbył się z działu Andrzeja Opalińskiego od 21 łanów i 9 prętów, od jednego hultaja, 5 zagrodników bez roli, 2 rzemieślników, 15 komorników z inwentarzem, 11 komorników bez inwentarza. Natomiast z działu Krzysztofa Tast pobrano podatki od 3 łanów, które sam uprawiał, a także od 2 zagrodników wolnych, 2 zagrodników bez roli, jednego komornika z inwentarzem, 3 komorników bez inwentarza, owczarza mającego w stadzie 20 owiec, 2 wiatraków.
Po rozbiorach Polski miejscowość wraz z całą Wielkopolską znalazła się w zaborze pruskim.
W latach 1975–1998 miejscowość administracyjnie należała do województwa leszczyńskiego.
25 czerwca 2009 roku sołectwo zamieszkiwało 529 mieszkańców.

## Zabytki

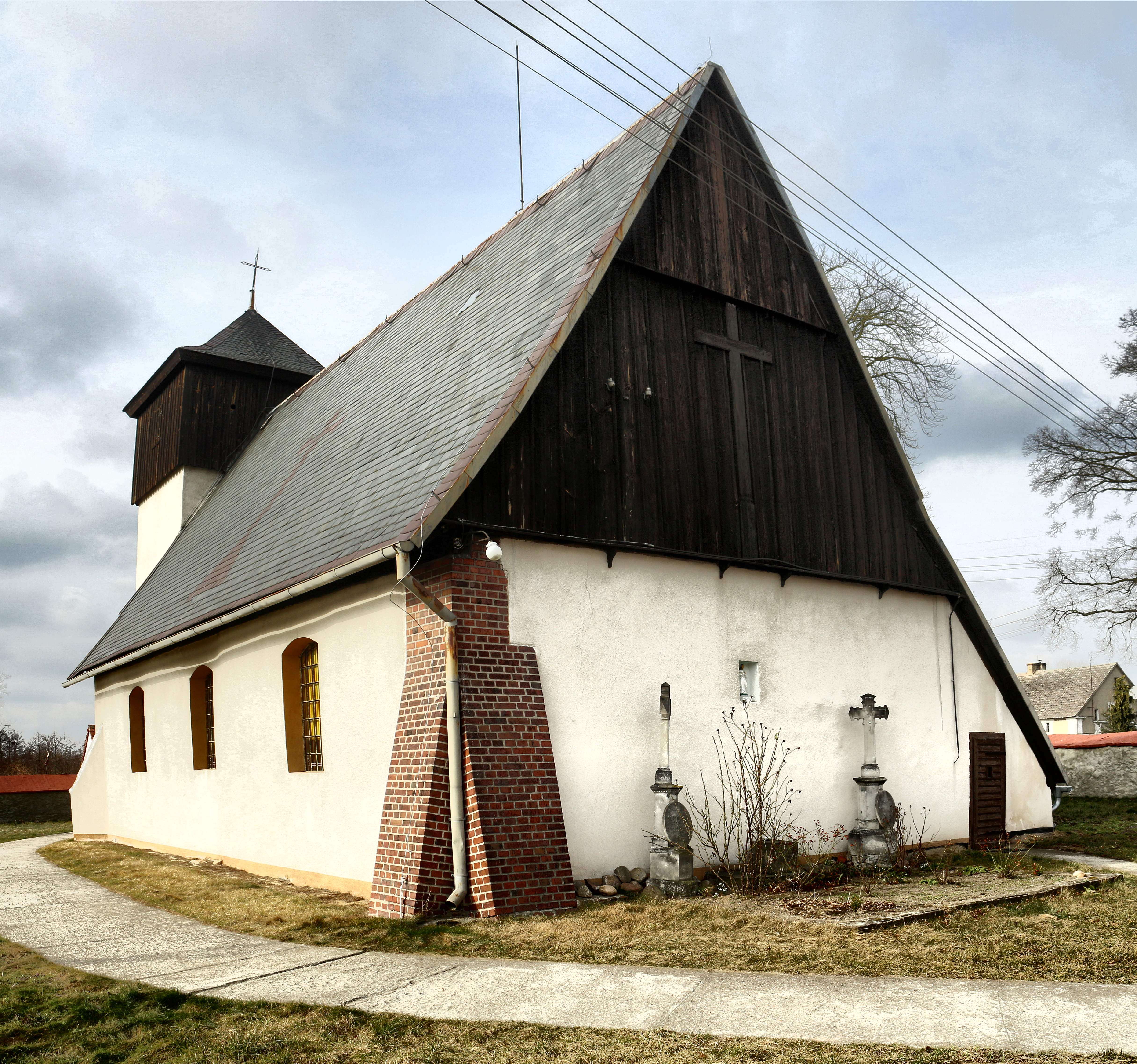
Kościół

Do wojewódzkiego rejestru zabytków wpisane są:
- kościół filialny pod wezwaniem Narodzenia Najświętszej Marii Panny, należący do parafii Łysiny,
- zespół dworski i folwarczny, z połowy XIX wieku/XX wieku:
  - dwór
  - park
  - stodoła
  - spichrz
  - obora
  - oficyna
- wiatrak, z XIX wieku.